# أليكسي كوسيغين
أليكسي نيكولايفيتش كوسيغين، (الروسية: Алексе́й Никола́евич Косы́гин, Aleksej Nikolajevič Kosygin) (21 فبراير 1904م - 18 ديسمبر 1980م) كان سياسيًا سوفيتيًا في خلال الحرب الباردة، شغل منصب رئيس وزراء الاتحاد السوفيتي من عام 1964م إلى عام 1980م، وكان، إلى جانب الأمين العام ليونيد بريجنيف، أحد أكثر صانعي السياسات تأثيرًا في منتصف الستينيات.
ولد في مدينة سانت بطرسبرغ عام 1904م لعائلة روسية من الطبقة العاملة. جُنّد في جيش العمل خلال الحرب الأهلية الروسية، وبعد تسريح الجيش الأحمر في عام 1921م، عمل مديرًا صناعيًا في سيبيريا. عاد كوسيچين إلى لينينچراد في أوائل الثلاثينيات وشق طريقه في التسلسل الهرمي السوفيتي. خلال الحرب الوطنية العظمى (الحرب العالمية الثانية)، كان كوسيچين عضوًا في لجنة الدفاع الحكومية وكُلف بنقل الصناعة السوفيتية من المناطق التي سيسيطر عليها الجيش الألماني بعد زمن قصير. شغل منصب وزير المالية لمدة عام قبل أن يصبح وزيراً للصناعات الخفيفة (فيما بعد، وزير الصناعة الخفيفة والأغذية). أزال ستالين كوسيچين من المكتب السياسي قبل عام واحد من وفاته في عام 1953م، مما أدى إلى إضعاف مكانة كوسيچين داخل التسلسل الهرمي السوفيتي.
توفي ستالين في عام 1953م، وعُيٌن كوسيچين في 20 مارس 1959م في منصب رئيس لجنة تخطيط الدولة (جوسبلان)، وهو المنصب الذي شغله لأكثر من عام بقليل. أصبح كوسيچين بعد ذلك النائب الأول لرئيس مجلس الوزراء. عندما أُزيح نيكيتا خروتشوف عن السلطة في عام 1964م، خلفه كوسيچين وليونيد بريجنيف رئيسًا للوزراء وسكرتيرًا أول على التوالي. بعد ذلك، شكل كوسيچين حكماً ثلاثيًا مع بريجنيف ونيكولاي بودچورني، رئيس هيئة رئاسة مجلس السوفيت الأعلى، الذي حكم الاتحاد السوفيتي مكان خروتشوف.
خلال السنوات الأولى للحكم الثلاثي ما بعد خروتشوف، برز كوسيچين في البداية باعتباره الشخصية الأكثر نفوذًا في أروقة صنع القرار السوفيتية. بالإضافة إلى إدارة اقتصاد الاتحاد السوفيتي، تولّى كوسيچين دورًا بارزًا في سياسته الخارجية من خلال قيادة محادثات الحد من التسلح مع الولايات المتحدة والإشراف على العلاقات مع الدول الشيوعية الأخرى. لكن أدى بداية انتفاضة براغ في عام 1968م إلى رد فعل عنيف شديد ضد سياساته التي مكنت بريجنيف من التغلب عليه باعتباره الشخصية المهيمنة في المكتب السياسي. بينما كان هو وبريجنيف يكرهان بعضهما البعض، ظلّ في منصبه حتى أُجبر على التقاعد في 23 أكتوبر من العام 1980م، بسبب سوء حالته الصحية، ليتوفى بعد شهرين في 18 ديسمبر من العام 1980م.

## بداياته وحياته المهنية
ولد كوسيچين في عائلة روسية من الطبقة العاملة تتكون من والده ووالدته (نيكولاي إيليتش وماترونا ألكساندروفنا) وإخوته. عاشت العائلة في سانت بطرسبرغ. عُمّد كوسيغين (7 مارس 1904) بعد شهر من ولادته. فقد والدته في أثناء طفولته وتربى على يد والده.
تعاطف مع الثورة وجند في جيش العمال مع البلشفيين خلال الحرب الأهلية الروسية منذ 1917-1922م. بعد تسريحه من الجيش الأحمر في عام 1921، التحق كوسيچين بمدرسة لينينغراد الفنية ووجد له عملًا في نظام التعاونيات الاستهلاكية في نوفوسيبيرسك في سيبيريا. عندما سُئل عن سبب عمله في القطاع التعاوني للاقتصاد، أجاب كوسيچين، مقتبسًا شعار فلاديمير لينين: «التعاون هو الطريق إلى الاشتراكية!» بقي كوسيچين هناك لمدة ستة أعوام حتى اقترح عليه روبرت إيخه شخصيًا الاستقالة، قبل وقت قصير من البدء بقمع حركة تعاون المستهلك السوفيتي.

### فترة ما قبل الحرب
تقدم بطلب للحصول على عضوية في الحزب الشيوعي للاتحاد السوفيتي عام 1927م وعاد إلى لينينچراد عام 1930م للدراسة في معهد لينينچراد للنسيج الذي تخرج منه في عام 1935م. بعد الانتهاء من الدراسة، عمل كوسيچين مديرًا لمصنع نسيج. بعد ثلاث سنوات، انتخبه الحزب الشيوعي في المدينة رئيسًا للجنة التنفيذية لنواب الشعب العامل في مدينة لينينچراد، وفي العام التالي عُيّن مفوضًا للشعب للمنسوجات والصناعة وحصل على مقعد في اللجنة المركزية. في عام 1940م أصبح كوسيچين نائبًا لرئيس مجلس مفوضي الشعب.

### انتكاسة مُؤقتة
توفي راعي كوسيچن، أندريه جدانوف، فجأة في أغسطس 1948م. وبعد وقت قصير، أقنع خصوم جدانوف القدامى، بيريا ومالينكوف، ستالين بالسماح لهم بإزالة أعضاء فصيل جدانوف الذي تمت تصفيته، وكان أبرزهم نيكولاي فوزنيسينسكي (رئيس لجنة التخطيط الحكومي ونائب رئيس الوزراء الأول آنذاك)، وأليكسي كوزنيتسوف (سكرتير الحزب المشرف على الأمن)، وكوسيچن. خلال الحملة الوحشية التي تلت ذلك، والمعروفة بـ «قضية لينينچراد»، تم اعتقال فوزنيسينسكي وكوزنيتسوف وآخرين عديدين وإعدامهم. أُبعد كوسيچن إلى منصب وزير الصناعات الخفيفة في الاتحاد السوفيتي، بينما احتفظ اسمياً بعضويته في المكتب السياسي حتى عام 1952م.

كتب نيكيتا خروتشوف في مذكراته:
«كان بيريا ومالينكوف يفعلان كل ما في وسعهما لتدمير هذه الثلاثية (كوزنيتسوف، فوزنيسينسكي، وكوسيچن)... هلك كثيرون في لينينچراد، وكذلك كثيرون نُقلوا منها للعمل في مناطق أخرى. أما كوسيچن، فقد كانت حياته معلقة بخيط... اتهمه رجال اعتُقلوا وحُكموا في لينينچراد باتهامات سخيفة... بصراحة لا أستطيع تفسير كيف نجا من الإعدام مع الباقين. يبدو أن كوسيچن، كما يُقال، كان محظوظاً كمن يفوز باليانصيب!»
أخبر كوسيچن صهره، ميخائيل غفيشياني (ضابط في المفوضية الشعبية للشؤون الداخلية)، عن الاتهامات الموجهة ضد فوزنيسينسكي بسبب امتلاكه أسلحة نارية. فقام غفيشياني وكوسيچن برمي جميع أسلحتهم في بحيرة، وفتشا منازلهما بحثاً عن أجهزة تنصت. عثرا على جهاز في منزل كوسيچن، لكنه ربما كان مُثبتاً لمراقبة المارشال چورچي جوكوف، الذي سكن المنزل قبله. وفقاً لمذكراته، كان كوسيچن لا يغادر بيته دون أن يذكّر زوجته بما يجب فعله إذا لم يعد من العمل. بعد عيش عامين في خوف دائم، استنتجت العائلة أن ستالين لن يضرهم.

### عصر خروتشوف

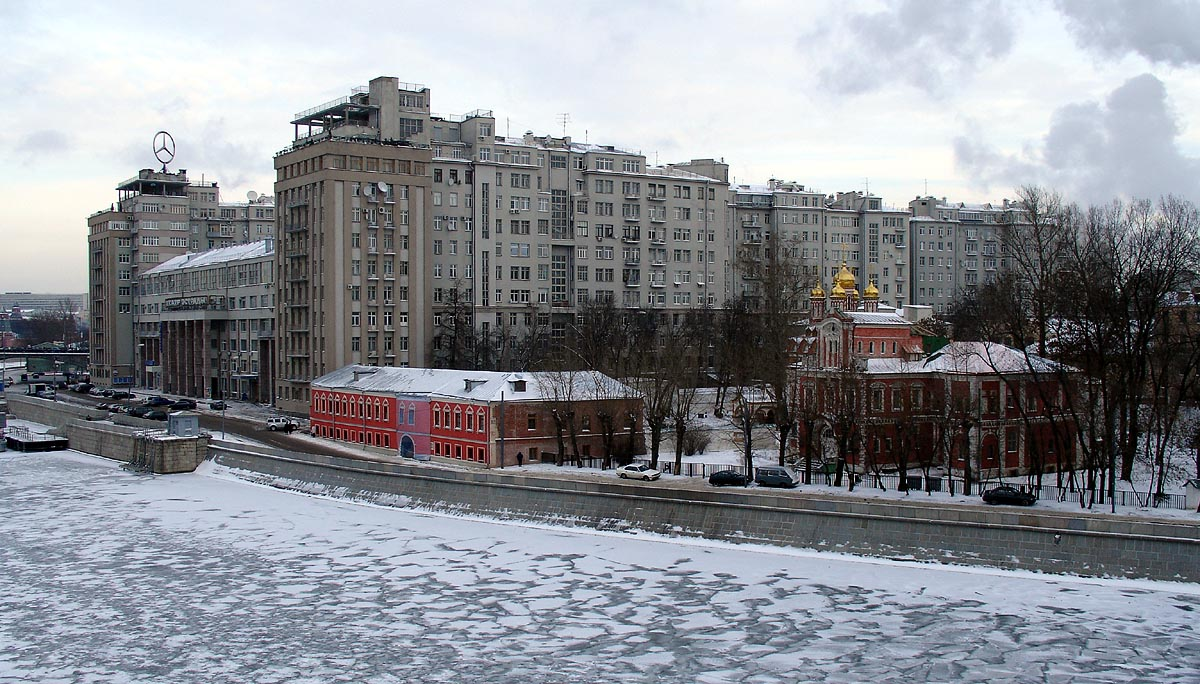
كان البيت الموجود على الجسر عبارة عن مبنى تم الانتهاء من بنائه في عام 1931م لإيواء النخبة الحكومية؛ وكان كوسيچين يعيش هناك.

في سبتمبر 1953م، بعد ستة أشهر من وفاة ستالين، عُيّن كوسيچن وزيرًا للسلع الصناعية في الاتحاد السوفيتي، وفي ديسمبر أعيد تعيينه نائبًا لرئيس مجلس الوزراء تحت قيادة مالينكوف، خليفة ستالين المباشر. لكنه خسر هذا المنصب في ديسمبر 1956م خلال صعود خروتشوف، عندما عُيّن نائبًا لرئيس اللجنة الاقتصادية الحكومية. وعندما وصل الصراع على السلطة بين خروتشوف وما سُمي بـ«المجموعة المناهضة للحزب» إلى ذروته عام 1957م، دعم كوسيچن خروتشوف لأنه - كما قال لاحقًا - لو انتصر مالينكوف وحلفاؤه «لسالت الدماء مرة أخرى».
لاحظ الصحفي الفرنسي ميشيل تاتو، الذي كان مراقبًا مقربًا مقيمًا في موسكو آنذاك، أن «كوسيچن لم يكن مدينًا بشيء لخروتشوف»، وأنه من بين القيادة بعد عام 1957م كان «الأقل رغبة في مديح السكرتير الأول»، كما أن خروتشوف كان «مترددًا بعض الشيء» في ترقية كوسيچن.
رغم تردد خروتشوف، استمر مسار كوسيچن في التعافي تدريجيًا. ففي يونيو 1957م، عُيّن مرة أخرى نائبًا لرئيس مجلس الوزراء (للمرة الثالثة)، وعضوًا مرشحًا في هيئة رئاسة اللجنة المركزية (المكتب السياسي بعد تغيير اسمه). وفي مارس 1959م، أصبح رئيسًا للجنة التخطيط الحكومية، وفي 4 مايو 1960م، رُقّي إلى منصب النائب الأول لرئيس مجلس الوزراء وعضوًا كامل العضوية في هيئة الرئاسة.
بصفته النائب الأول لرئيس الوزراء، سافر كوسيچن إلى الخارج في مهمات تجارية، خاصة إلى دول مثل كوريا الشمالية والهند والأرجنتين وإيطاليا. ومنذ عام 1959م، ترأس البعثة السوفيتية إلى مجلس التعاون الاقتصادي (كوميكون). كما أصبح لاحقًا، بعد أزمة الصواريخ الكوبية، المتحدث السوفيتي الداعي لتحسين العلاقات بين الاتحاد السوفيتي والولايات المتحدة.
بحسب ميشيل تاتو، كان كوسيچن بين عامي 1960م و 1962م أحد «الأربعة الكبار» - إلى جانب خروتشوف وفرول كوزلوف وليونيد بريجنيف - الذين كانوا يستقبلون قادة الأحزاب الشيوعية الأوروبية في الكرملين. لكن في نوفمبر 1962م، بعد أن اشتكى خروتشوف من إدارة لجنة التخطيط الحكومية وعارض خطط كوسيچن للإصلاح الاقتصادي، أُبعد كوسيچن عن القيادة الداخلية.

## رئاسة الوزراء السوفيتية

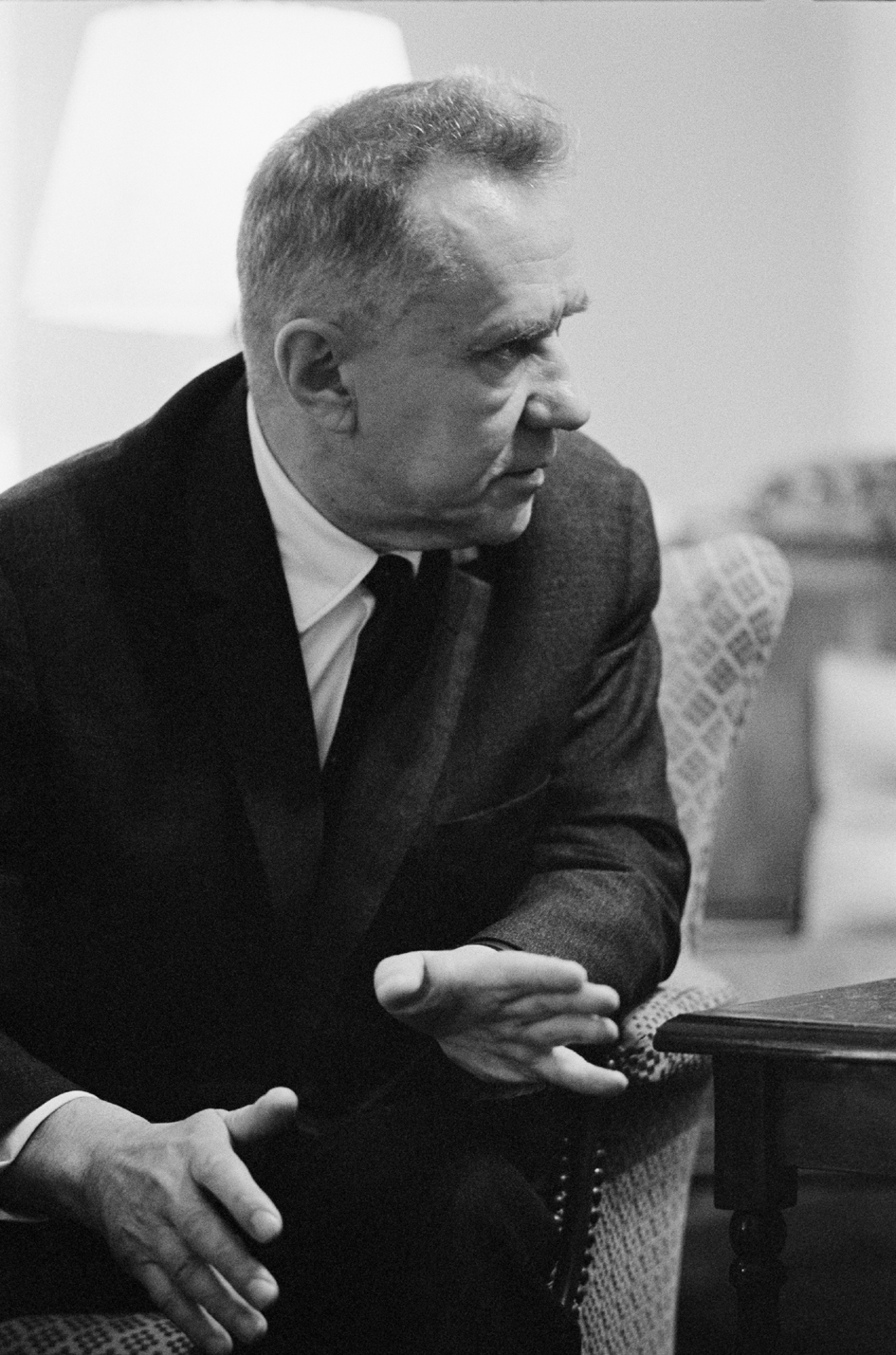
كوسيچين في مؤتمر قمة جلاسبورو، 23 يونيو 1967م.

### الصراع على السلطة مع بريجنيف
عندما أُبعد خروتشوف عن السلطة في أكتوبر 1964م، حل كوسيچن محله كرئيس للوزراء ضمن قيادة جماعية ثلالثية ضمت ليونيد بريجنيف كسكرتير عام ونيكولاي بودچورني الذي أصبح لاحقاً رئيساً لهيئة الرئاسة. بشكل عام، تبنى المكتب السياسي الجديد نهجاً أكثر محافظة مقارنة بعهد خروتشوف.
كان كوسيچن وبودچورني وأندريه كيريلينكو أكثر أعضاء القيادة السوفيتية الجديدة إصلاحية. في المقابل، انتمى بريجنيف وأرفيد بيلشي إلى الجناح المعتدل، بينما حافظ ميخائيل سوسلوف على زعامته للجناح الستاليني في الحزب.
في أكتوبر 1964م، خلال حفل تكريم رواد الفضاء السوفيت، دعا بريجنيف إلى تعزيز أجهزة الحزب. لم تكن هذه الخطبة سوى بداية حملة كبيرة موجهة ضد كوسيچن. حيث انتقدت صحف مثل برافدا وكومونيست عمل مجلس الوزراء، وبشكل غير مباشر رئيسها كوسيچن، لتخطيطه الاقتصاد بطريقة غير واقعية، مستخدمةً الخطاب العدائي نفسه الذي استُخدم ضد خروتشوف.
تمكن بريجنيف من انتقاد كوسيچن بمقارنته مع فلاديمير لينين الذي - حسب زعم بريجنيف - كان أكثر اهتماماً بتحسين ظروف الزراعة السوفيتية من تحسين جودة السلع الاستهلاكية. كما تعرض دعم كوسيچن لزيادة الإنتاج الاستهلاكي لانتقادات من بريجنيف وأنصاره، خاصة قسطنطين تشيرنينكو، باعتباره عودة إلى سياسات تشبه العالم الأول.
في المؤتمر الثالث والعشرين للحزب، ضعَف موقف كوسيچن عندما تمكن أنصار بريجنيف من زيادة الإنفاق على الدفاع والزراعة. ومع ذلك، لم يكن بريجنيف يملك أغلبية في المكتب السياسي، حيث كان بإمكانه الاعتماد على أربعة أصوات فقط. بينما كان كوسيچن يستطيع الاعتماد على صوت كيريل مازوروف، وعندما لم يكن كوسيچن وبودچورني يتنازعان، كانا يملكان فعلياً أغلبية في المكتب السياسي ضد بريجنيف. لسوء حظ كوسيچن، لم يكن هذا الوضع متحققاً غالباً، حيث كان هو وبودچورني في خلاف دائم حول السياسات.
في بداية فترة كوسيچن في منصبه، كانت محاولة بريجنيف وكوسيچن لخلق الاستقرار تفشل على جبهات متعددة. فمن عام 1969م إلى 1970م، نما السخط داخل القيادة السوفيتية إلى حد جعل البعض يشكك في السياسات السوفيتية السابقة والحالية. ومن الأمثلة على ذلك: التعامل مع انتفاضة براغ والتدخل السوفيتي اللاحق لتشيكوسلوفاكيا (الذي عارضه كوسيچن في البداية)، وانخفاض الإنتاج الزراعي، والنزاع الحدودي الصيني السوفيتي (الذي دعا فيه إلى ضبط النفس)، وحرب فيتنام، والمحادثات السوفيتية-الأمريكية حول الحد من الصواريخ الاستراتيجية. وقد عُقدت قمتان بين الولايات المتحدة والاتحاد السوفيتي: قمة حلف وارسو وقمة موسكو، وكلتاهما فشلتا في كسب الدعم للسياسات السوفيتية.
بحلول عام 1970م، لم يتم حل هذه الخلافات، وأجّل بريجنيف انعقاد المؤتمر الرابع والعشرين للحزب والخطة الخمسية التاسعة (1971-1975م). وأدى التأخير في حل هذه القضايا إلى انتشار شائعات في المجتمع السوفيتي تفيد بأن كوسيچن، أو حتى بريجنيف، سيفقدان منصبيهما لصالح بودچورني. ولكن بحلول مارس 1971م، أصبح واضحاً أن بريجنيف هو زعيم البلاد، بينما أصبح كوسيچن المتحدث الرسمي باسم الخطة الخمسية، بينما تعزز موقع بودچورني داخل القيادة الجماعية.

## روابط خارجية
- أليكسي كوسيغين على موقع IMDb (الإنجليزية)
- أليكسي كوسيغين على موقع الموسوعة البريطانية (الإنجليزية)
- أليكسي كوسيغين على موقع مونزينجر (الألمانية)
- أليكسي كوسيغين على موقع إن إن دي بي (الإنجليزية)
- أليكسي كوسيغين على موقع قاعدة بيانات الفيلم (الإنجليزية)